# Siloam (Georgia)
Siloam is een plaats (town) in de Amerikaanse staat Georgia, en valt bestuurlijk gezien onder Greene County.

## Naam
Siloam Georgia is genoemd naar het Bijbelse Siloan bij Jeruzalem, nu Silwan geheten. Volgens Johannes (Joh. 9: 1 - 41) genas Jezus daar een blinde door modder op zijn oogleden te strijken en hem te zeggen zijn ogen in de Vijver van Siloam schoon te wassen.

## Demografie
Bij de volkstelling in 2000 werd het aantal inwoners vastgesteld op 331.
In 2006 is het aantal inwoners door het United States Census Bureau geschat op 335, een stijging van 4 (1,2%).

## Geografie
Volgens het United States Census Bureau beslaat de plaats een oppervlakte van
3,2 km², geheel bestaande uit land.

## Plaatsen in de nabije omgeving
De onderstaande figuur toont nabijgelegen plaatsen in een straal van 28 km rond Siloam.